# Рутковский, Леонид Васильевич
Леони́д Васи́льевич Рутко́вский (1859—1920) — российский учёный-логик, публицист; ученик М. И. Владиславлева и М. И. Каринского. Действительный статский советник.

## Биография
Родился в Санкт-Петербурге 15 (27) января 1859 года.
Учился в 5-й Санкт-Петербургской гимназии (вып. 1876). В 1880 году окончил кандидатом историко-филологический факультет Санкт-Петербургского университета и 10 июля 1881 года был назначен преподавателем в Петербургское центральное училище технического рисования барона Штиглица.
С 1884 по 1886 год преподавал в родной 5-й гимназии русский и латинский языки, а также логику. С 26 мая 1886 года — старший помощник делопроизводителя учебного отдела Министерства путей сообщения, а с 1891 года — член Учебного комитета при учебном отделе министерства. В 1889 году защитил в Казанском университете магистерскую диссертацию по философии, «Основные типы умозаключений» (СПб.: типолит. А. Е. Ландау, 1888. — [4], II, [2], 160 с.).
В 1884—1887 годах читал лекции по истории педагогики и дидактике на Педагогических женских курсах. В 1893—1899 годы преподавал в качестве приват-доцента на кафедре философии Санкт-Петербургского университета.
В 1899 году жизнь Рутковского резко переменилась: он был назначен на должность управляющего Контрольной палатой в Курске. В автобиографических воспоминаниях, написанных в 1902—1903 годах, в Курске, имеются сведения о пребывании его в тверской гимназии. В курский период своей жизни (до 1905) Рутковский выполняя свои чиновничьи обязанности, публиковал в местной прессе статьи общего характера (в частности, прочитанную в марте 1901 года, лекцию «О мире всего мира», в которой подчёркивалось, что гегемония делящих власть над миром крупнейших «мировых держав» приводит не к ослаблению военных конфликтов, а к их эскалации). В 1905—1907 годах Рутковский работал в Петербурге (был помощником генерального контролёра департамента военной и морской отчётности), а с 1907 — управляющим Контрольной палатой в Одессе; с 14 апреля 1902 года состоял в чине действительного статского советника.
Был военно-окружным контролёром Одесского военного округа.
После Октябрьской революции заведовал общим отделом Одесской Рабоче-крестьянской инспекции.
Умер в Одессе 11 марта 1920 года.

## Публикации
- «Элементарный учебник логики: Применительно к требованиям гимназического курса» (СПб.: тип. М-ва пут. сообщ. (А. Бенке), 1884. — [2], II, IV, 69 с.)[7]
- ряд статей по истории философии и логике в «Журнале Министерства народного просвещения»:
  - «Общий характер английской философии» (1894, № 1),
  - «Гипотеза бессознательных душевных явлений» (1895, № 2),
- «Критика методов индуктивного доказательства» (СПб.: тип. «В. С. Балашев и К°», 1899. — 108 с.)[8]

Ряд статей философско-теоретического, литературно-критического и мемуарно-биографического характера были размещены в «Курских губернских ведомостях» в 1900—1902 годах. Из мемуарных статей особый интерес представляет: «Из моих воспоминаний о Достоевском» (К 20-летию со дня смерти писателя). — 1901. — № 36.
Л. В. Рутковскому принадлежат приоритеты в определении терминологии «нетрадиционных» для традиционной логики форм умозаключений: в параллель терминам «дедукция», «индукция» и «традукция», он ввёл соответственно термины «едукция», «субдукция» и «продукция», которые по разным причинам всё-таки не получили распространения в логике.

## Награды
- орден Св. Владимира 4-й степени[источник не указан 1594 дня]
- орден Св. Станислава 2-й степени (1890)[4]
- орден Св. Анны 2-й степени (1896)[5]
- орден Св. Владимира 3-й степени (1905)[5]
- орден Св. Станислава 1-й степени (1909)[5]
- орден Св. Анны 1-й степени[10]

Также имел медали: серебряную «В память царствования императора Александра III» и тёмно-бронзовую «За труды по первой всеобщей переписи населения».

## Семья
Был женат на дочери подполковника Ольге Михайловне Петренко. Их дети:
- Александр (12.08.1884—?)
- Михаил (07.08.1888—?)
- Борис (02.03.1891— 5.06.1915) — прапорщик, убит на театре военных действий. Похоронен на одесском военном кладбище. В 1913 году получил диплом физико-математического факультета Императорского Новороссийского Университета.
- Вера (23.08.1892—?)
- Елена (08.04.1896—?)
- Виктор (18.02.1898—23.03.1921)